# Artis Velšs
Artis Velšs (ur. 6 maja 1974 w Rydze) – łotewski policjant, prawnik, od 2011 pełni funkcję Naczelnika Policji Państwowej.

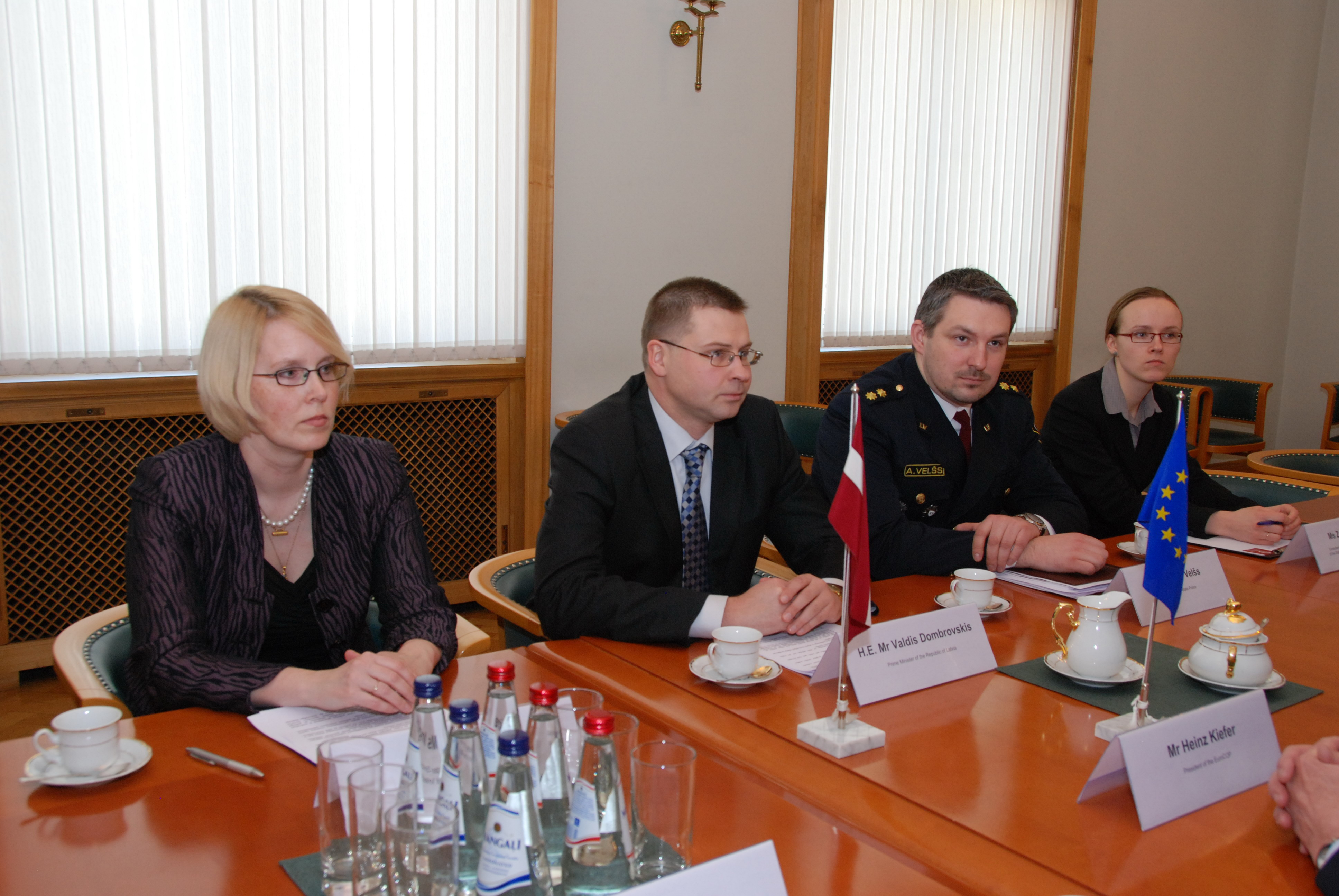

## Życiorys
W 2001 ukończył studia w Łotewskiej Akademii Policyjnej, gdzie trzy lata później otrzymał tytuł magistra prawa. W 2009 rozpoczął studia doktoranckie w zakresie nauk prawnych na Uniwersytecie Stradiņša w Rydze. Był uczestnikiem wielu szkoleń, kursów i konferencji zagranicznych i międzynarodowych.
Po ukończeniu szkoły średniej w 1993 rozpoczął służbę w policji w Jurmale. Początkowo był funkcjonariuszem służby patrolowej, następnie inspektorem rejonowym, a od 2002 zastępcą szefa, a potem szefem sztabu komendy policji. W latach 2003–2005 pełnił funkcję wicedyrektora, a od 2005 dyrektora Biura Personalnego Policji Państwowej. Od 2009 do 2011 zajmował stanowisko Zastępcy Naczelnika Policji i Szefa Głównego Zarządu Administracyjnego. 11 stycznia 2011 objął stanowisko Naczelnika Policji.